# Les Nabis
Les Nabis (sau doar Nabis, Profeții, din termenul din ebraică pentru cuvântul profet, articulat la plural conform articolului hotărât plural din franceză, les) a fost un grup de tineri artiști avangardiști din Paris, Franța, de factură postimpresionistă din anii 1890, care au avut o influență semnificativă asupra "artelor frumoase" și artelor grafice în Franța la sfârșitul secolului XIX și începutul secolului XX. 

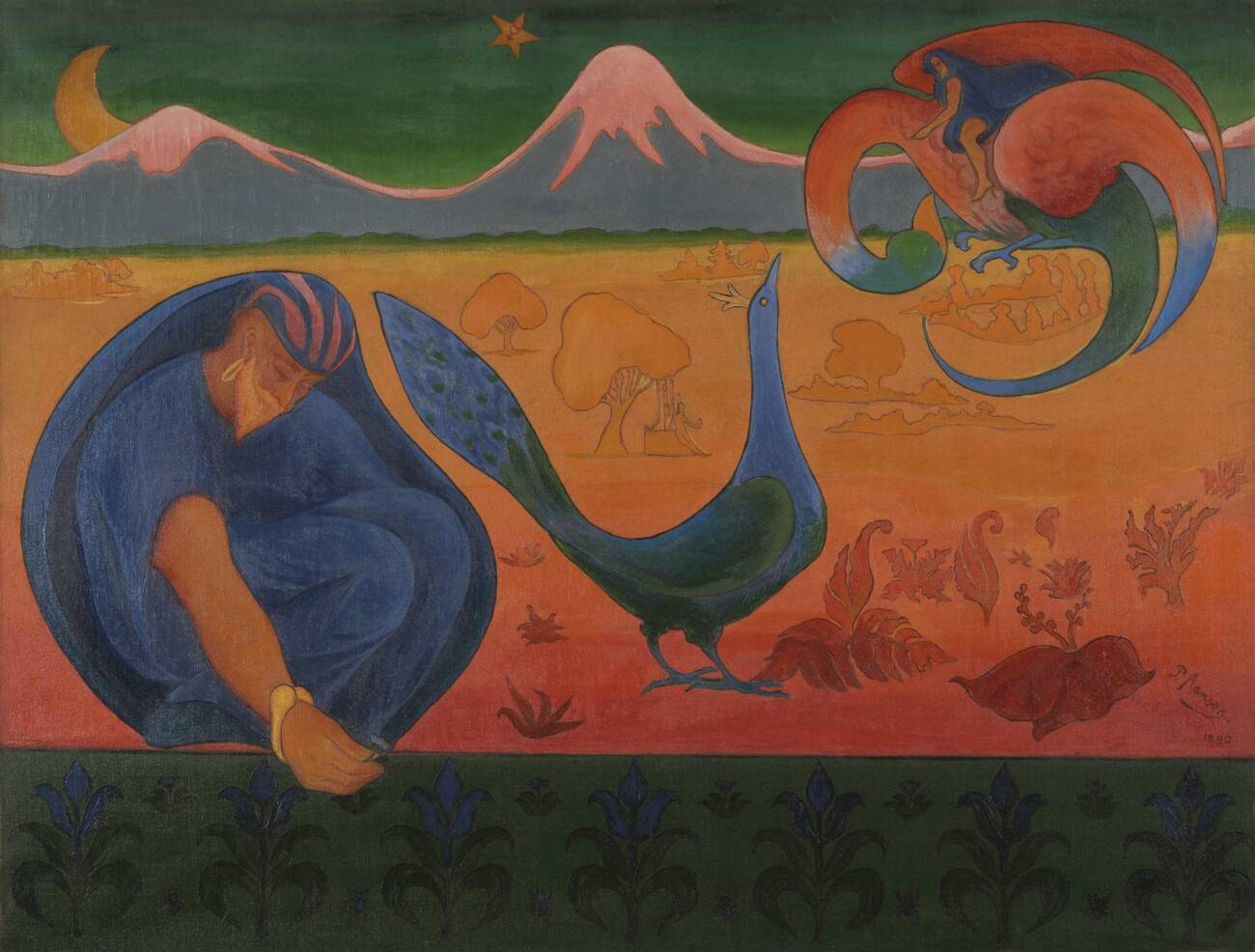
Paesaggio Nabi de Paul Ranson

## Grupul Les Nabis
Les Nabis au fost original un grup de studenți artiști, care s-au organizat la faimoasa Académie Julian din Paris. Paul Sérusier a fost cel care a "galvanizat" Les Nabis, dând grupului numele și utilizând exemplul carierei lui Paul Gauguin ca factor stimulator. Dintre cei care au făcut parte din grup Pierre Bonnard și Édouard Vuillard au devenit cei mai cunoscuți dintre toți Les Nabis, dar la timpul respectiv, ei se îndepărtaseră deja de nucleul grupului.

## Relevanță
Grupul, care se întâlnea la Academia Julian și, respectiv la apartamentul lui Paul Ranson, promova acel tip de lucrare de artă care era produsul final a expresiei vizuale a sintezei artistului exprimată prin metafore personale estetice și simboluri. Ei au netezit drumul artistic al începutului secolului XX prin sugestii, idei și chiar soluții la ceea ce urma să devină arta abstractă și cea non-figurativă. Unul din țelurile lor declarate, comun cu cel al majorității artiștilor progresiști ai timpului, era integrarea artei și a vieții cotidiene. 

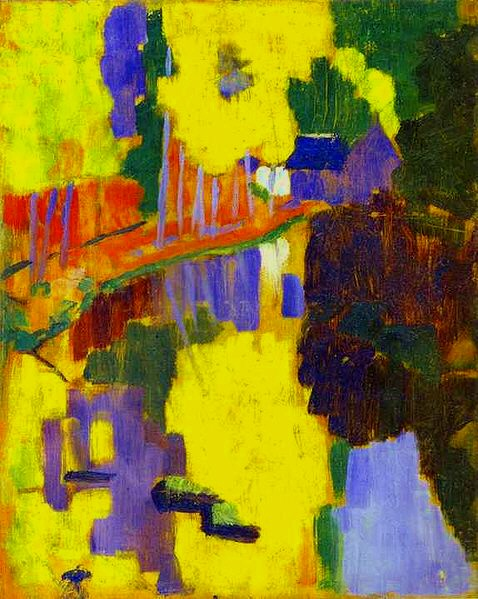
Paul Sérusier, Le Talisman, 1888, ulei pe lemn, (27 x 21,5 cm), Musée d'Orsay, Paris.

Artiștii Nabis sunt notabili pentru versatilitatea mediilor și tehnicilor artistice folosite. Ca o completare a artelor frumoase, în care toți excelau, ei au lucrat în tipărituri, design, postere, ilustrare de cărți, textile, mobilier, scenografie și design teatral. 
Nota dominantă conferită designului i-au făcut pe artiștii Nabis să împărtășească o idee dominantă specifică de asemenea unei alte grupări artistice paralele temporar, mișcarea artistică Art Nouveau. O altă caracteristică comună ambelor grupări, Les Nabis și Art Nouveau, era legătura lor strânsă cu simboliștii francezi. 
Folosirea cuvântului Nabi din ebraică, desemnând profet, nu este întâmplătoare întrucât Les Nabis se considerau ei înșiși inițiați și deci deschizători de noi drumuri (ceea ce au și fost, într-un fel). Fiind inițiați, foloseau un anumit vocabular inițiatic. Spre exemplu, orice atelier era denumit egasterium, iar toate scrisorile dintre ei se încheiau invariant cu formularea E.T.P.M.V. et M.P., însemnând "En ta paume, mon verbe et ma paume", în română, "În palma mâinii tale, cuvântul meu și palma mea."

## Teorie și practică
Printre artiștii care se considerau ca făcând parte din gruparea Nabis a fost Maurice Denis, ale cărui articole despre Les Nabis au atras atenția unei audiențe, în special progresiste. Formulările sale precum următoarea definiție a picturii, "o suprafață plană acoperită de culori aranjate într-o anumită ordine", au devenit nu numai memorabile, dar ele relevau concepția grupului Les Nabis despre funcția artelor vizuale. Lucrările sale intitulate Théories (1920 și 1922) au concentrat și definit scopul și realizările Les Nabis, mult timp după ce aceștia fuseseră "lasați în urmă" de pictorii fauviști și cubiști.
Alți Nabis au fost Ker-Xavier Roussel, Paul Ranson și Félix Vallotton. Sculptorul Aristide Maillol a fost de asemenea asociat grupului pentru o anumită perioadă de timp. Diferitele stiluri de factură post-impresionistă pe care aceștia le-au îmbrățișat au arătat influența pe care atât Art Nouveau cât și Simbolismul au exercitat-o asupra lor. O altă influență majoră asupra Les Nabis a fost exercitată de mișcarea artistică engleză Arts and Crafts, care i-a făcut pe "profeți" să adere la alte forme ale artei, așa cum au fost: tipăriturile, ilustrația de cărți, designul de afișe, textile și designul scenic.

## Artiști reprezentativi ai grupăriiLes Nabis
- Pierre Bonnard – (1867 – 1947), pictor
- Maurice Denis – (1870 – 1943), pictor, jurnalist și teoretician
- Georges Lacombe – (1868 – 1916), sculptor
- Aristide Maillol – (1861 – 1944), sculptor
- Paul Ranson – (1864 – 1909), pictor
- Ker Xavier Roussel – (1867 – 1944), pictor
- Paul Sérusier (1864 – 1927), pictor
- Félix Vallotton – (1865 – 1925), pictor
- Édouard Vuillard – (1868 – 1940), pictor